# St. Hedwig (Zielona Góra)

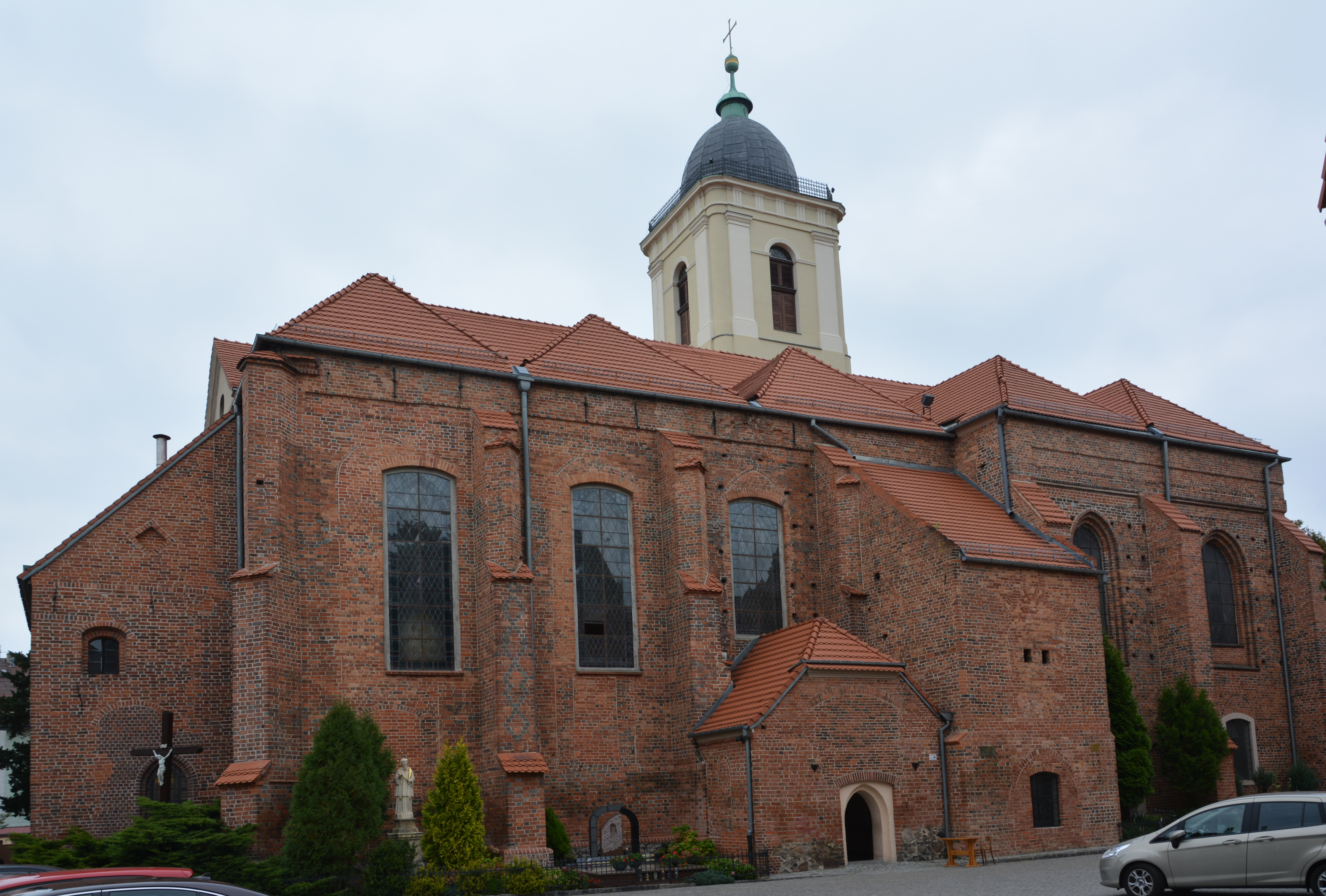
St. Hedwig Grünberg

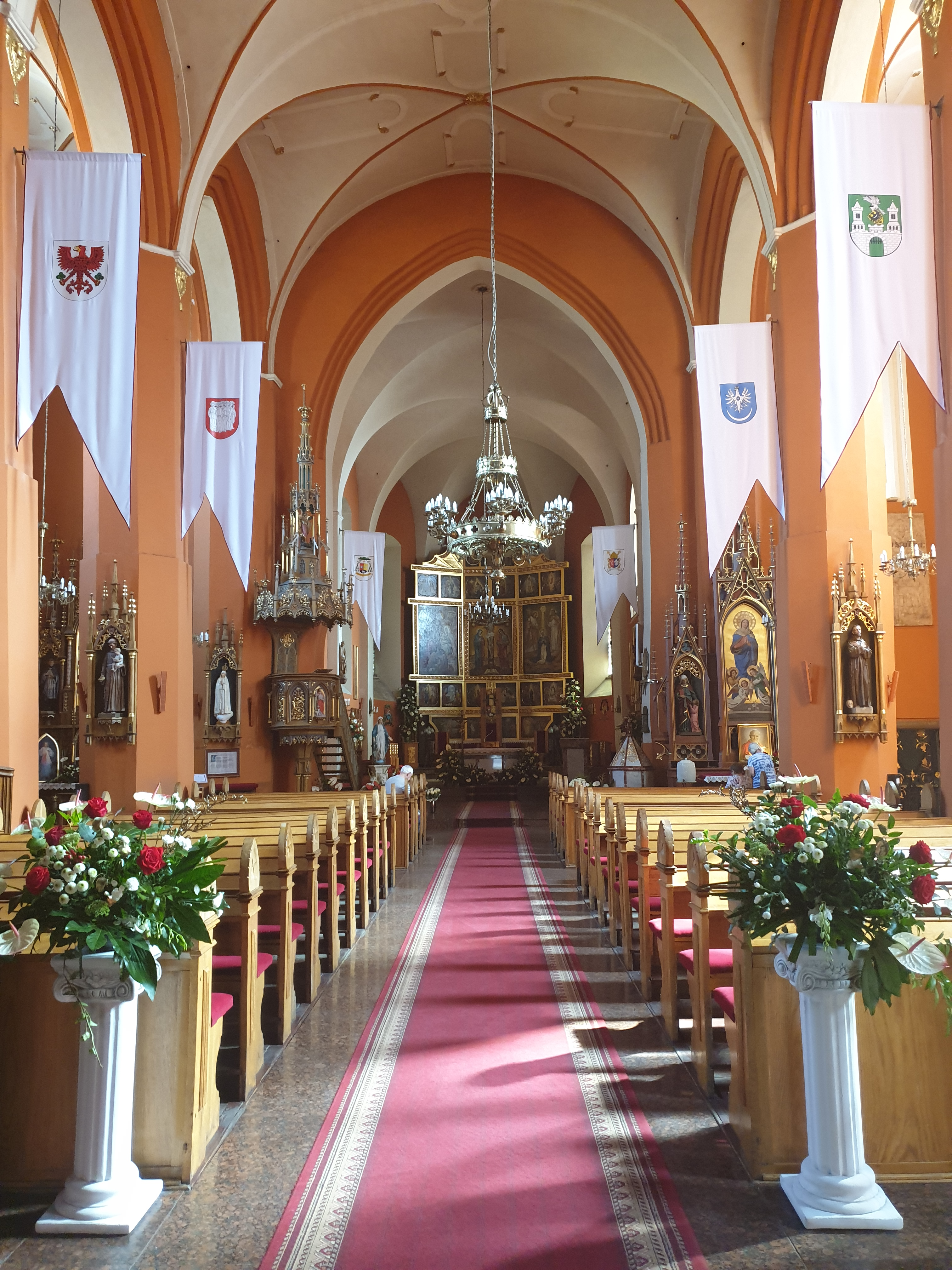
Innenraum

Sie der Heiligen Hedwig von Andechs gewidmete Kirche St. Hedwig (polnisch: Konkatedra św. Jadwigi) ist die katholische Stadtpfarrkirche von Zielona Góra (deutsch: Grünberg) und Konkathedrale des Bistums Zielona Góra-Gorzów.

## Geschichte
Bis zum Jahre 1427 übten die Herzöge von Glogau und Sagan das Kirchenpatronat über die (1310 erstmals belegte) Hauptpfarrkirche von Grünberg, als Heinrich IX. die zuvor, 1419 durch einen Brand zerstörte Pfarrkirche dem Augustiner-Chorherrenstift Sagan schenkte. 1544 konvertierte der letzte Augustinerpfarrer von Grünberg, Paul Lenberg, zum Luthertum  und die Kirche verblieb bis nach dem Westfälischen Frieden in evangelischer Hand, bevor sie im Jahr 1651 dem katholischen Ritus zurückgegeben wurde. In demselben Jahr zerstörte ein weiterer Brand die Kirche, die nachfolgend wiederaufgebaut wurde. Bei dem Kirchturmeinsturz 1776 wurde auch der Kirchenbau beschädigt und bis 1780 in der heutigen Form wiederaufgebaut, der Kirchturm selbst wurde 1832 um ein klassizistisches Oktogongeschoss erhöht.
Mit der Gründung des Bistums Gorzów 1972 durch Papst Paul VI. und nachfolgend dessen Umbenennung in Bistum Zielona Góra-Gorzów 1992 durch Johannes Paul II. wurde die Grünberger Hedwigskirche am 12. September 1993 zur Konkathedrale des neuen Bistums geweiht.

## Architektur
Die Hedwigskirche ist eine in Backstein errichtete dreischiffige gotische Hallenkirche mit polygonal geschlossenem Chor und seitlich eingestelltem Turmbau und einem Sakristeianbau. Das Innere ist kreuzgratgewölbt, in den Seitenschiffen mit Sterngewölben. Die Kirchenausstattung ist vorwiegend neugotisch.

## Orgel

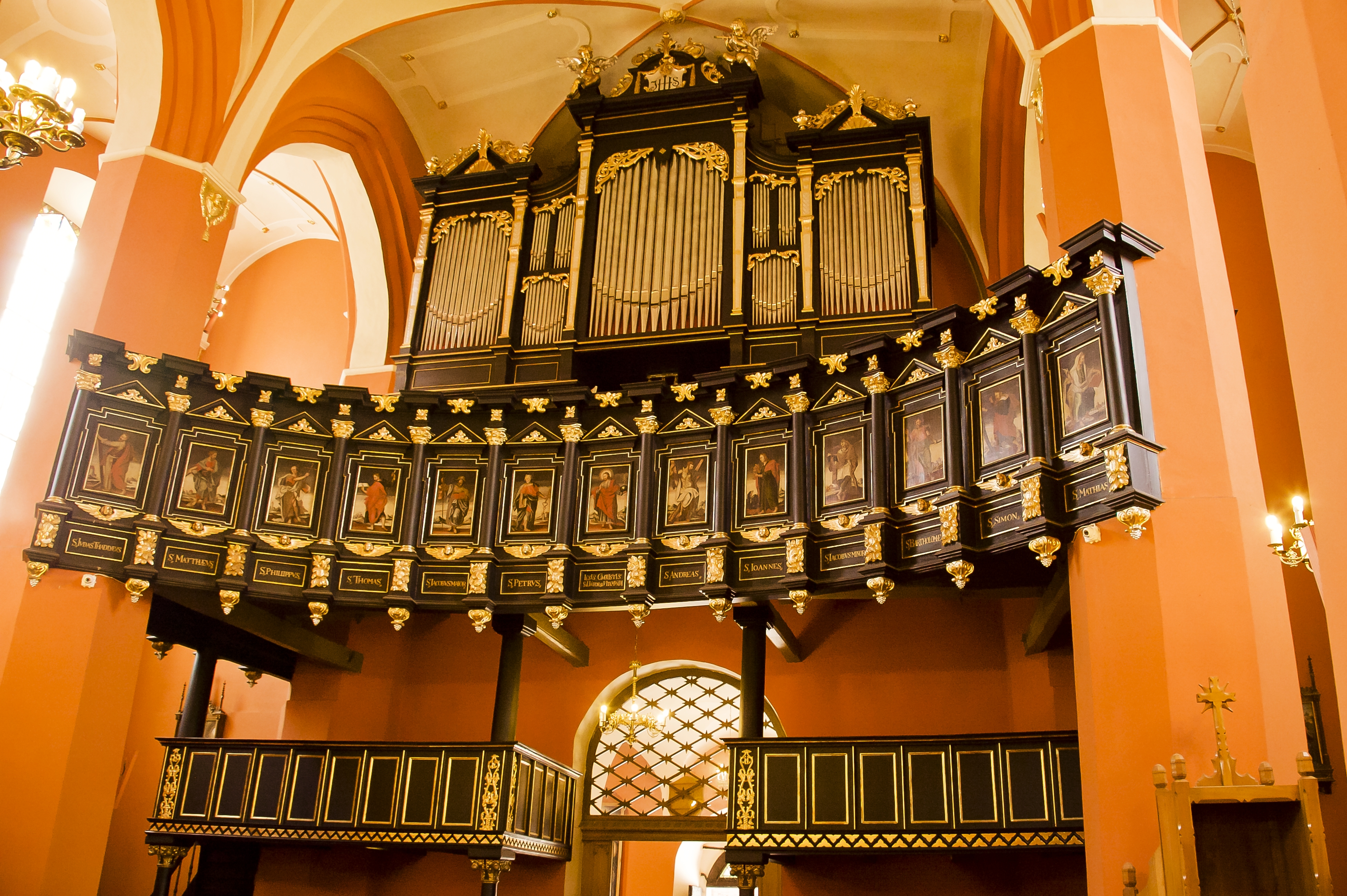
Orgel

Die Kirche besitzt im barocken Prospekt eine Orgel der Orgelbaufirma Schlag & Söhne von 1912. Die Orgel weist die folgende Disposition auf:
| Manual C–f3 |               |        |
| 01.         | Bordun        | 16′    |
| 02.         | Principal     | 08′    |
| 03.         | Gambe         | 08′    |
| 04.         | Hohlflöte     | 08′    |
| 05.         | Konzertflöte  | 08′    |
| 06.         | Gemshorn      | 08‘    |
| 07.         | Rohrflöte     | 04′    |
| 08.         | Octave        | 04′    |
| 09.         | Rausch-Quinte | 02 ⁄3′ |
| 10.         | Mixtur III–V  |        |
| 11.         | Trompete      | 08′    |

| Manual II C–f3 |                      |     |
| 12.            | Lieblich Gedekt      | 16′ |
| 13.            | Geigen Prinzipal     | 08′ |
| 14.            | Salicional           | 08′ |
| 15.            | Vox Coelestis        | 08′ |
| 16.            | Aeoline              | 08′ |
| 17.            | Portunal             | 08‘ |
| 18.            | Still Gedekt         | 08‘ |
| 19.            | Travers Flöte        | 04′ |
| 20.            | Viola                | 04′ |
| 21.            | Fugura               | 04‘ |
| 22.            | Kornett-Mixtur II–IV |     |
| 23.            | Klarinette           | 02′ |

| Pedal C–d1 |              |     |
| 24.        | Subbass      | 16′ |
| 25.        | Violon       | 16′ |
| 26.        | Harmon.-Bass | 16′ |
| 27.        | Violoncello  | 08′ |
| 28.        | Octavbass    | 08′ |
| 29.        | Octavbass    | 04′ |
| 30.        | Posaune      | 16′ |

- Koppeln: II/I, I/P, II/P, Superoctavkoppel II/I, Tutti, Crescendo, Auslöser für Manual II, Register Ausschalter, Tremulant.